# バイス・ガンダ
バイス・ガンダ (Vice Ganda) は、フィリピン人のコメディアン及び俳優。マニラ・トンド出身。本名はホセ・マリー・ボルハ-ビセラル（José Marie Borja-Viceral、1976年3月31日 - ）。